# Katholischer Laienrat Österreichs
Der Katholische Laienrat Österreichs (KLRÖ) ist eine Plattform für katholische Laienvereinigungen, -verbände und -bewegungen, die in mindestens drei österreichischen Diözesen vertreten sind. Er ist in fünf so genannte Kurien gegliedert:
- die Kurie I umfasst die Katholische Aktion mit ihren Untergliederungen,
- die Kurie II ist deckungsgleich mit der AKV (Arbeitsgemeinschaft katholischer Verbände),
- in der Kurie III sind sehr heterogene Gruppen und Bewegungen vertreten (vom katholischen Familienverband über die charismatische Gemeindeerneuerung bis zu "Wir sind Kirche"),
- die Kurie IV besteht aus Diözesan-Laienvertretern
- und in der Kurie V versammeln sich katholische Honoratioren.

Aktueller Präsident des Laienrates ist Wolfgang Mazal, sein Vorgänger Wolfgang Rank bleibt Ehrenpräsident, Bischöflicher Referent ist Wilhelm Krautwaschl, Bischof von Graz Seckau.
Der katholische Laienrat versteht sich als Stimme der Laien innerhalb der katholischen Kirche Österreichs. Aufgrund seines eher unklaren Profils ist seine Rolle auch unter den Mitgliedsorganisationen ein wenig umstritten. Unbestritten hat er seine Bedeutung als Netzwerk, wo die sehr unterschiedlichen Mitgliedsorganisationen in Rufweite zueinander bleiben.